# Buesa
Buesa ist ein spanischer Ort in den Pyrenäen in der Provinz Huesca der Autonomen Gemeinschaft Aragonien. Der Ort gehört zur Gemeinde Broto. Buesa hatte im Jahr 2015 40 Einwohner. Buesa liegt im Valle de Broto.

## Sehenswürdigkeiten
- Kirche Santa Eulalia, erbaut im 16. Jahrhundert (Bien de Interés Cultural)

## Weblinks

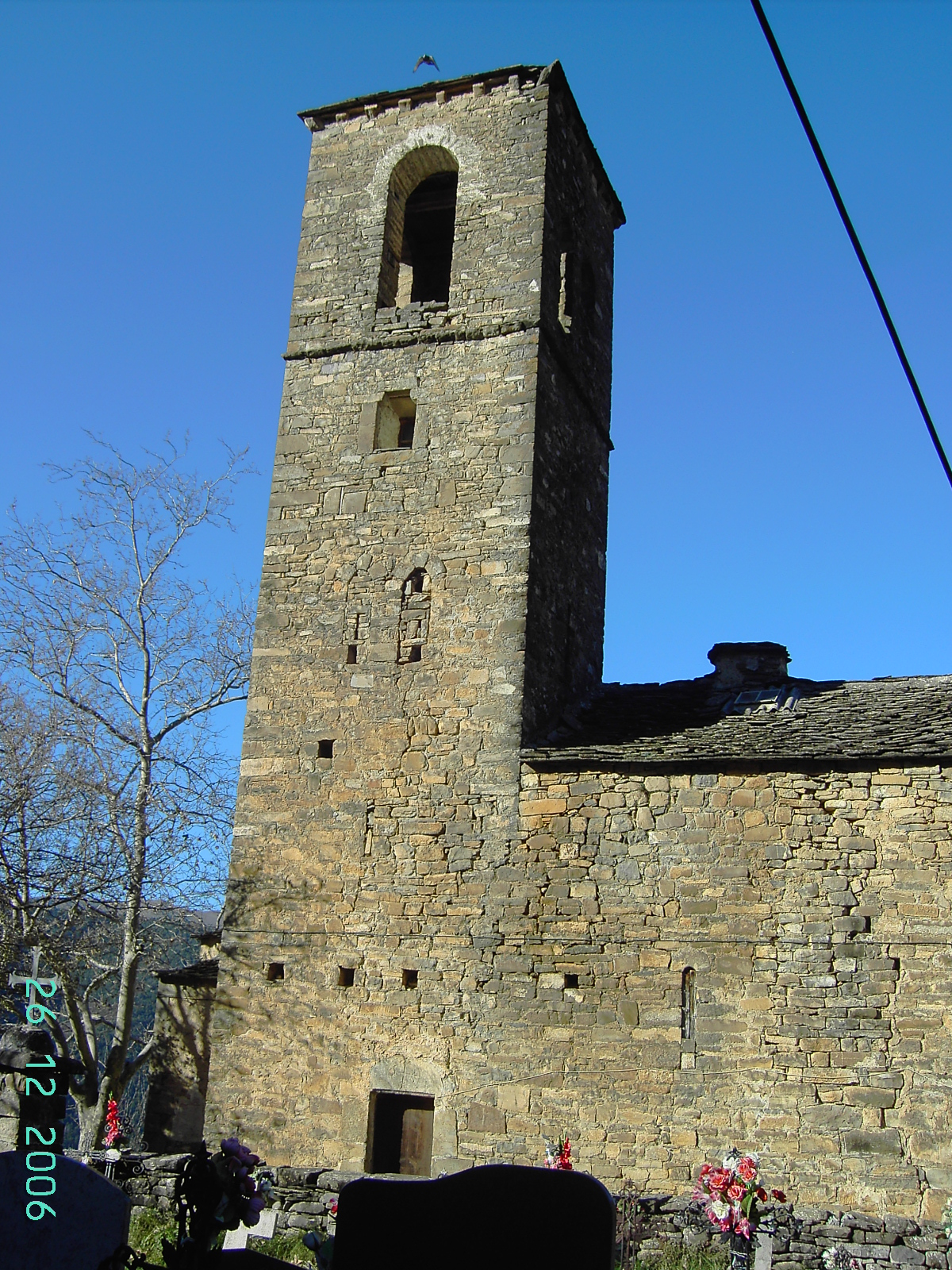
Kirche Santa Eulalia